# Transformación socialista de la propiedad de los medios de producción

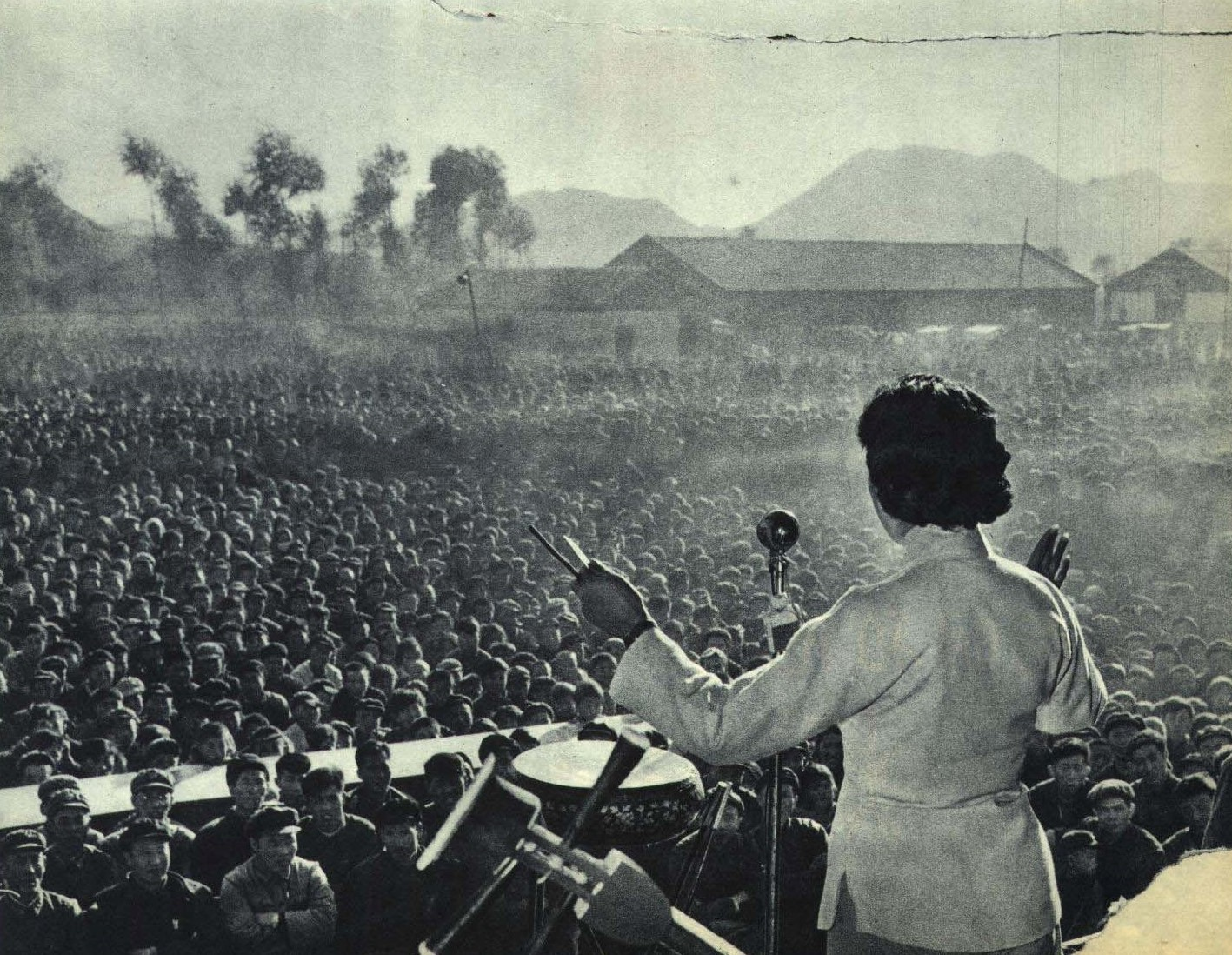
Celebración del X aniversario de la colectivización

La transformación socialista de la propiedad de los medios de producción, conocida también como la transformación socialista de la propiedad privada de los medios de producción, fue un período entre 1953 y 1956 donde se realizó la transformación socialista de la agricultura, de la industria artesanal y de la industria y el comercio en China, todas denominadas, de manera colectiva, como las «Tres grandes transformaciones», cuyo propósito era cambiar la naturaleza de las relaciones de producción.

## Desarrollo
La transformación socialista de la agricultura, denominada también como «Movimiento Cooperativo Agrícola», siguió el modelo de la colectivización de la Unión Soviética. A partir de 1951, el Comité Central del Partido Comunista de China emitió una serie de resoluciones estipulando los lineamientos y políticas para la transformación socialista de la agricultura en China. El «Movimiento Cooperativo Agrícola» se dio en tres etapas:
- La primera etapa (octubre de 1949 a 1953), con el establecimiento de «grupo de ayuda mutua» como pilar principal y forma piloto de cooperativas agrícolas.
- La segunda etapa (de 1954 a 1955), donde se establecieron las «sociedades primarias».
- La tercera etapa (de 1955 hasta finales de 1956), fue el período donde se promovió de manera más rápida la cooperación agrícola.

A finales de 1956, la transformación socialista de la agricultura se había completado y el 96,3% de los hogares rurales se habían unido a las cooperativas en todo el país.
La transformación socialista de la industria artesanal comenzó en noviembre de 1953 y terminó a fines de 1956. Más del 90% de los artesanos del país se unieron a las cooperativas.
La transformación socialista de la industria y el comercio se llevó a cabo plenamente desde 1954 hasta finales de 1956. El Partido Comunista de China adoptó una política de «redención pacífica» y se transformó gradualmente hacia una empresa socialista de propiedad pública a través de la forma de capitalismo de estado.